# Беляев, Александр Николаевич (политик)
Алекса́ндр Никола́евич Беля́ев (род. 9 декабря 1953, Ленинград) — российский экономист и политик.

## Научно-преподавательская деятельность
В 1980 году окончил Ленинградский государственный университет по специальности экономика, а затем аспирантуру. Преподавал политэкономию в Ленинградском горном институте им. Плеханова. Автор научных работ в области экономической теории, экономической эффективности использования природных ресурсов.

## Политическая деятельность и карьера
Был одним из инициаторов создания Ленинградского народного фронта (ЛНФ) в 1989 году, соавтором проекта Манифеста и программы ЛНФ. Но на учредительном съезде при выборах Координационного совета ЛНФ был забаллотирован. Примыкал к радикальному крылу ЛНФ, входил в редколлегию газеты «Набат».
Депутат Ленсовета с 1990 года, где руководил финансовой и планово-бюджетной комиссией. В том же году вошёл, как председатель комиссии, в состав президиума Ленинградского городского совета. 2 июля 1991 г. в седьмом туре голосования был избран председателем Ленсовета (с 16 мая 1992 г. — Санкт-Петербургского городского Совета), сменив на этом посту Анатолия Собчака. Отличился как один из местных руководителей сопротивления августовскому путчу 1991 года. С 1993 года, после роспуска тогда уже Санкт-Петербургского городского Совета, возглавил Фонд поддержки демократических реформ, а также состоял в правлении городского отделения партии «Выбор России». 12 декабря 1993 года избран депутатом Совета Федерации Федерального Собрания РФ (член Комитета по бюджету, финансовому, валютному и кредитному регулированию, денежной эмиссии, налоговой политике и таможенному регулированию); исполнял депутатские обязанности до истечения полномочий в 1996 году, после чего выставил свою кандидатуру на выборах губернатора Санкт-Петербурга, но избран не был.
4 декабря 2011 года баллотировался в Законодательное собрание Санкт-Петербурга по списку партии «Яблоко», но избран не был. На протестных акциях и в СМИ высказывалось мнение (в том числе рядом членов руководящих органов петербургского отделения «Яблока»), что А. Н. Беляев (наряду с М. И. Амосовым) был избран, но не вошёл в число депутатов Законодательного собрания в результате фальсификации выборов в пользу О. Галкиной и Вячеслава Нотяга, исключенных из «Яблока» за содействие этой фальсификации.
До 2012 года работал советником генерального директора НПО «Редут» по экономическому развитию.
С 10 мая 2012 года по 12 декабря 2013 года Александр Беляев занимал должность Руководителя Управления ФАС России по Санкт-Петербургу.